# Brent Lang
Brent Dennis Lang (Estados Unidos, 25 de enero de 1968) es un nadador estadounidense retirado especializado en pruebas de estilo libre, donde consiguió ser campeón mundial en 1991 en los 4x100 metros estilo libre.

## Carrera deportiva
En el Campeonato Mundial de Natación de 1991 celebrado en Perth (Australia), ganó la medalla de oro en los relevos de 4x100 metros estilo libre, con un tiempo de 3:17.15 segundos, por delante de Alemania (plata con 3:18.88 segundos) y la Unión Soviética (bronce con 3:18.97 segundos).
Fue campeón olímpico en la prueba de 4x100 metros libres durante los Juegos Olímpicos de Seúl 1988.

## Palmarés internacional
| Juegos Olímpicos               | Juegos Olímpicos     | Juegos Olímpicos | Juegos Olímpicos |
| Año                            | Lugar                | Medalla          | Prueba           |
| ------------------------------ | -------------------- | ---------------- | ---------------- |
| 1988                           | Seúl (Corea del Sur) | Medalla de oro   | 4x100 m libres   |
| Campeonato Mundial de Natación |                      |                  |                  |
| 1998                           | Perth (Australia)    | Medalla de oro   | 4x100 m libres   |
| 1998                           | Perth (Australia)    | Medalla de oro   | 4x100 m estilos  |